# Philip Stekl
Philip William „Otto“ Stekl (* 20. Januar 1956 in Middletown, Connecticut) ist ein ehemaliger Ruderer aus den Vereinigten Staaten. Er war mit dem Vierer ohne Steuermann Olympiazweiter 1984.

## Karriere
Der 1,93 m große Philip Stekl begann an der University of Pennsylvania mit dem Rudersport. 1978 ruderte er bei den Weltmeisterschaften 1978 zusammen mit Darrell Vreugdenhill, Thomas Woodman, Walter Lubsen und Steuermann Robert Jaugstetter im Vierer mit Steuermann. Mit zwei Sekunden Rückstand auf die drittplatzierten Bulgaren belegte das amerikanische Boot den vierten Platz. 1979 trat Stekl im Achter an und belegte den fünften Platz bei den Weltmeisterschaften in Bled. Zwei Monate zuvor hatte der US-Achter bereits bei den Panamerikanischen Spielen in San Juan gewonnen. 1980 gehörte Stekl zum amerikanischen Aufgebot für die Olympischen Spiele in Moskau, das aber wegen des Olympiaboykotts nicht antreten durfte.
1983 kehrte Stekl in den amerikanischen Achter zurück, der den siebten Platz bei den Weltmeisterschaften 1983 in Duisburg erreichte. Für die Olympischen Spiele in Los Angeles wurde vom Gastgeberverband ein Vierer ohne Steuermann nominiert, der aus David Clark, Jon Smith, Philip Stekl und Alan Forney bestand. Insgesamt traten zehn Boote an. Als Vorlaufsieger zogen die Boote aus Neuseeland und aus den Vereinigten Staaten direkt in das Finale ein, vier weitere Boote qualifizierten sich über die Hoffnungsläufe. im Finale siegten die Neuseeländer mit über zweieinhalb Sekunden Vorsprung auf den Vierer aus den Vereinigten Staaten, anderthalb Sekunden dahinter gewannen die Dänen die Bronzemedaille.
Philip Stekl graduierte 1978 an der University of Pennsylvania und machte danach seinen MBA an der University of Connecticut. Er arbeitete zunächst bei einer Versicherung. Später zog er  nach Österreich und arbeitete als Unternehmensberater. Daneben war er ehrenamtlicher Trainer beim Ruderverein Ister in Linz.